# Acrotriche cordata
Acrotriche cordata är en ljungväxtart som först beskrevs av Jacques-Julien Houtou de La Billardière, och fick sitt nu gällande namn av Robert Brown. Acrotriche cordata ingår i släktet Acrotriche och familjen ljungväxter. Inga underarter finns listade i Catalogue of Life.